# Tafallera
La tafallera es una suerte que se realiza con el capote. Para su ejecución, el torero se coloca de frente para citar al toro, abriendo el compás o no, y con el capote por delante. En el momento que el astado embiste, levanta el capote invirtiendo las manos, de tal forma que cuando pasa por debajo, desliza la tela por el lomo del toro, como barriéndolo o acariciándolo.
Esta suerte recibe otros nombres, como “villaltina”, “nicanora” o “marchenera”. Recibe su nombre gracias al matador español Luis Muñoz Hoyos, más conocido como El Marchenero, quien empezó a ejecutar este lance en México alrededor de 1910. Pero sería más adelante Nicanor Villalta quien lo hizo popular en España, siendo en la localidad de Tafalla la primera vez que realizó esta suerte con el capote, y de aquí el nombre de “tafallera”.
Son muchos los toreros que a lo largo de la historia han ejecutado las tafalleras en sus faenas, pero estas sin duda han alcanzado su máxima expresión en el capote de Morante de la Puebla.